# Es gibt kein Bier auf Hawaii
Singles de Paul Kuhn
Wir fliegen zur Venus
(juillet 1962) Regenschirm-Song
(mai 1963)
Es gibt kein Bier auf Hawaii (litt. Il n'y a pas de bière à Hawaï) est une chanson de Paul Kuhn parue en 1963, d'abord sur son album Die Farbe der Liebe. Elle prend la cinquième place du Deutsche Musikcharts. EMI Columbia la publie en single, avec la chanson Bier, Bier, Bier ist die Seele vom Klavier en face B.
Dans la chanson, le chanteur se plaint de ne pas pouvoir épouser sa fiancée Marianne car elle veut passer la lune de miel à Hawaii, mais où il fait trop chaud et pas de bière. Si elle était prête à aller à Pilsen, il l'épouserait immédiatement.
L'idée de la chanson vient de Wolfgang Neukirchner, un ami de Kuhn, qui est juge administratif à Essen et qui écrit les paroles sous un pseudonyme, Josua Röckelein.
La chanson est reprise de nombreuses fois, notamment par Klaus und Klaus et Tom Angelripper. Dans le film Otto – Der Film, la chanson est interprétée par tout un groupe de carnaval dans un Boeing 747. On l'entend aussi plusieurs fois dans Die Kinder von Golzow, preuve de son succès en RDA.

## Source de la traduction
- (de) Cet article est partiellement ou en totalité issu de l’article de Wikipédia en allemand intitulé « Es gibt kein Bier auf Hawaii » (voir la liste des auteurs).